# Laguna de Moyuá
Laguna de Moyuá är 5 km2 stor en sjö i kommunen Ciudad Darío, Nicaragua. Den ligger 420 meter över havet på det centrala Nicaraguanska höglandet, vid den Panamerikanska landsvägen. Sjön har ett rikt fågelliv med bland annat hägrar och änder.
Laguna de Moyuá har en större ö, Isla Honda, där det finns ett antikt Nahua tempel dedikerat till den bevingade ormen.